# Pauschütz
Pauschütz ist ein Ortsteil der sächsischen Gemeinde Käbschütztal im Landkreis Meißen.

## Geographie
Pauschütz befindet sich etwa sieben Kilometer südwestlich der Kreisstadt Meißen auf rund 200 m ü. NN. Der Ort besteht aus einem Dreiseithof und einem südwestlich davon liegenden Wohngebäude. Von Pauschütz aus führen Straßen in die umliegenden Orte Canitz und Löbschütz. Löbschütz liegt etwa 500 Meter, Canitz etwa 700 Meter vom Ortskern entfernt. Pauschütz ist vollständig von Feldern umgeben.
Die Gemarkung Löbschütz grenzt im Norden an Löbschütz. Im Nordosten ist Löthain benachbart, östlich von Löbschütz befindet sich Canitz. Im Süden schließt sich Görna an die Gemarkung an, westlich benachbart ist Mauna. Alle umliegenden Orte gehören wie Löbschütz zur Gemeinde Käbschütztal.

## Geschichte
Der Ort wurde urkundlich erstmals im Jahr 1205 als Budesitz erwähnt. Über Budeschitz im Jahr 1445 und Pauschwitz 1539 entwickelte sich der Ortsname bis 1547 zu Pauschitz. Pauschütz war zum Castrum Meißen in der Markgrafschaft Meißen gehörig. Ab dem 16. Jahrhundert wurde der Ort vom Erbamt Meißen verwaltet. Die Grundherrschaft übte das Rittergut Löthain aus. Pauschütz wurde etwa seit 1900 als Ortsteil von Canitz genannt.
Um den Bauernweiler erstreckte sich im Jahr 1839 59 Hektar Großblockflur, auf der die Einwohner des Dorfes der Landwirtschaft nachgingen. Zuerst war Pauschütz ins Kloster St. Afra gepfarrt, ab 1900 gehörte es kirchlich zu Krögis und ist heute Teil der dortigen Kirchgemeinde.
Canitz, zu dem Pauschütz als Ortsteil gehörte, wurde am 1. November 1935 nach Löthain eingemeindet. Nach dem Zweiten Weltkrieg wurde Pauschütz Teil der Sowjetischen Besatzungszone und später der DDR. In der Kreisreform 1952 kam es zur Angliederung der Orte an den Kreis Meißen im Bezirk Dresden, der im Wesentlichen aus der Amtshauptmannschaft Meißen (später Landkreis Meißen) hervorgegangen war. Die Bauern im Dorf gingen nun den Weg der Landwirtschaft in der DDR. Löthain und seine Ortsteile vereinigten sich am 1. März 1974 mit Jahna-Kagen zu Jahna-Löthain.
Nach Wende und Wiedervereinigung wurde Pauschütz Teil des neugegründeten Freistaates Sachsen. In der Kreisreform 1994 wurde der Landkreis Meißen-Radebeul (ab 1996 Landkreis Meißen) aus dem alten Gebiet des Kreises Meißen und Teilen des Kreises Dresden-Land gebildet, dem Pauschütz bis 2008 angehörte. Ebenfalls 1994 vereinigten sich Jahna-Löthain, Krögis und Planitz-Deila zur neuen Großgemeinde Käbschütztal mit 37 Ortsteilen. Diese Gemeinde ist seit dem 1. August 2008 Teil des in der Kreisreform Sachsen 2008 aus Landkreis Meißen und Landkreis Riesa-Großenhain gebildeten dritten Landkreises Meißen.
Pauschütz bildet zwar eine eigene Gemarkung in Käbschütztal, ist aber nicht amtlich als Ortsteil ausgewiesen.

### Entwicklung der Einwohnerzahl
| Jahr | Einwohnerzahl                           |
| ---- | --------------------------------------- |
| 1551 | 2 besessene Mann, 1 Gärtner, 9 Inwohner |
| 1764 | 2 besessene Mann, 1 Häusler             |
| 1834 | 31                                      |
| 1871 | 20                                      |
| 1890 | 25                                      |